# Joris Eeckhoutprijs
De Joris Eeckhoutprijs is een literatuurprijs, genaamd naar Joris Eeckhout, die van 1937 tot 2002 tweejaarlijks werd toegekend voor een letterkundig essay over een bij voorkeur Nederlands auteur. De prijs wordt toegekend door de Koninklijke Academie voor Nederlandse Taal- en Letterkunde in Gent. In 2003 werden de prijzen van KANTL gereorganiseerd en werden nieuwe vijfjaarlijkse prijzen toegekend.

## Gelauwerden
- 2000 - Ludo Stynen voor Rosalie en Virginie.Leven & werk v/d gezusters Loveling
- 1996 - Geert Lernout voor James Joyce. Schrijver
- 1994 - Baudoin Yans voor De God bedrogen/Bedrogen de God
- 1992 - Jos Borré voor Gerard Walschap. Rebel & Missionaris
- 1990 - Hugo Bousset voor Lezen om te schrijven (Het boek Alfa van Ivo Michiels)
- 1988 - Philip Vermoortel voor Multatuli. Ik kan met niemand meegaan
- 1986 - Paul Claes voor De mot zit in de mythe
- 1984 - Emiel Willekens voor Hij leerde zijn volk lezen. Profiel van H. Conscience
- 1982 - Michel Dupuis voor Ferdinand Bordewijk
- 1980 - Rudolf Van de Perre voor De poëtische wereld van M. Vasalis
- 1978 - Sonja Vanderlinden voor De dansende burger A. van Schendels sociale visie
- 1976 - Jaak Van Schoor voor Herman Teirlinck en het toneel
- 1974 - Mathieu Rutten voor De 'interludiën' van Karel van de Woestijne
- 1972 - Marcel Janssens voor Max Havelaar, de held van Lebak
- 1970 - Louis Gillet voor Jan Greshoff, zijn poëzie en poëtiek
- 1966 - Lieven Rens voor Het Priester-Koningconflict in Vondels Drama
- 1964 - Roger Henrard voor Menno ter Braak in het licht van Friedr. Nietzsche
- 1962 - Ada Deprez voor E. du Perron
- 1958 - Raf Seys voor De dichter der Rozen (over Karel de Gheldere)
- 1956 - René Verbeeck voor De dichter Hendrik Marsman
- 1956 - André Demedts voor Streuvels
- 1954 - Albert Westerlinck voor De psychologische figuur van K. van de Woestijne
- 1952 - Gabriel J. Van Herpe voor Het Grieks-christelijk dualisme in Vondels Lucifer
- 1948 - Jules Van Ackere voor Dichterschap en levenvlam bij Keats en Baudelaire
- 1946 - Augusta M. Jacobs voor Jacobus van Looy
- 1944 - Jozeph Gerard Jacob Maria Keunen voor P.B. Shelly
- 1942 - Anthony Strauwen voor Renier van Gelderen Stort en zij werk
- 1940 - Jozeph Gerard Jacob Maria Keunen voor Bernard Shaw